# Вернер фон дер Шуленбург (фелдмаршал)
Вернер XXIV фон дер Шуленбург (на немски: Werner XXIV Graf von der Schulenburg; * 3 юни 1679, Апенбург; † 7 септември 1755, Копенхаген) е граф, благородник от род фон дер Шуленбург в Алтмарк в Саксония-Анхалт. Той е немски офицер, също датски главен военен секретар и фелдмаршал.

## Биография
Той е малък син на син на Дитрих Херман I фон дер Шуленбург (1638 – 1693) и съпругата му фрайин Амалия фон дер Шуленбург (1643 – 1713), дъщеря на фрайхер Ахац II фон дер Шуленбург (1610 – 1680) и София Хедвиг фон Велтхайм (1607 – 1667). По-големите му братя са Ахац фон дер Шуленбург (1669 – 1731), пруски генерал-лейтенант на кавалерията, и Левин Дитрих фон дер Шуленбург (1678 – 1743), господар на Тухайм, пруски дворцов и легация-съветник. Племенник е на фелдмаршал Матиас Йохан фон дер Шуленбург (1661 – 1747).
Вернер фон дер Шуленбург следва и след това пътува дълго. През 1701 г. става офицер и участва от 1701 до 1714 г. в Испанската наследствена война. Известно време той е датски посланик във френския двор. Вернер завършва военната си кариера като датски военен министър и фелдмаршал. Той е награден за заслугите си с титлата граф.
През 1754 г. неговият герб е поставен в портала на Пропстай в Залцведел. Епитафът му се намира в Апенбург.

## Фамилия
Вернер XXIV фон дер Шуленбург се жени за Катарина Маргарета фон Брокдорф (1697 – 1775), дъщеря на Волф фон Брокдорф. Те имат двама сина:
- Вулф Дитрих (* 7 юли 1731; † 3 февруари 1803), датски офицер, женен I. за Маргарета Шарлота Иврес фон Розенкранц (1728 – 1786), II. 1788 г. за Максимилиана Вилхелмина фон Хакстхаузен (* 1754 – ?), бездетен
- Вернер XXV (* 7 април 1736, Париж; † 26 август 1810, Залцведел), немски и датски дипломат, женен за Йохана Мария фон Майер (1750 – 1817), бездетен
- дете